# Ermita fortificada de Sant Cristòfol (Toixa)
L'ermita fortificada de Sant Cristòfol és un petit temple sense culte situat en el pujol de Sant Cristòfol, en el municipi de Toixa. És un Bé de Rellevància Local amb identificador nombre 46.10.247-004.

## Història
L'ermita va ser fortificada durant les Guerres Carlines. Durant aquestes va ser utilitzada pel bàndol carlista com a lloc de comandament, després com a polvorí i finalment com a hospital de campanya, funció que seguiria després del final de la Tercera Guerra Carlina, després de la contesa va ser convertit en centre per a l'aïllament de malalts contagiosos. Va romandre en ruïnes fins que va ser reconstruïda en 2000 pels alumnes d'una escola taller local, seguint les indicacions d'un veí que havia conegut l'edifici abans de la seua gairebé total desaparició.

## Descripció
Es tracta d'un edifici de pedra en el qual les finestres han estat reemplaçades per espitlleres. La porta d'accés està formada per dovelles de pedra que rematen en un arc de mig punt. La casa de l'ermità queda a la dreta de la façana d'accés, de manera que ho cobreix per aquest costat. Altres elements de l'obra de fortificació són alguns parapets amb obertures per a foc de fusell.
Sobre l'entrada hi ha un retaule de ceràmica amb la imatge del sant titular i una espadanya sense campana. La planta és de creu llatina. Des de l'interior s'aprecia l'estructura de fusta de la teulada. Igual que amb la campana, no hi ha imatges de culte.